# Mika Väyrynen
Mika Väyrynen (Eskilstuna, Zweden, 28 december 1981) is een Fins voormalig voetballer die bij voorkeur als middenvelder speelde. Hij kwam van 1999 tot en met 2017 uit voor FC Lahti, FC Jokerit, sc Heerenveen, PSV, Leeds United, HJK Helsinki, Los Angeles Galaxy en HIFK. Väyrynen was van 2002 tot en met 2015 international in het Fins voetbalelftal, waarvoor hij 64 interlands speelde en vijf keer scoorde.

## Clubcarrière
Väyrynen maakte in 1999, op zeventienjarige leeftijd, zijn debuut in de Finse hoogste klasse bij FC Lahti. Daarvoor speelde hij bij Kyrkslätt IF uit Kirkkonummi in de derde divisie. Hij is een aanvallende middenvelder en speelde bij twee seizoenen FC Lahti. Daarna vertrok hij naar FC Jokerit, waar Jan Everse hoofdtrainer was. Na één jaar bij FC Jokerit werd hij gecontracteerd door sc Heerenveen.
Bij Heerenveen speelde Väyrynen vier seizoenen. Waar Väyrynen voorheen vaak achter de spitsen speelde, werd hij bij Heerenveen vaak gebruikt als linker- of rechtermiddenvelder. In zijn eerste seizoen kwam Väyrynen tot achttien wedstrijden bij Heerenveen; zijn eerste competitiewedstrijd speelde hij op 16 november 2001 thuis tegen Sparta toen hij inviel voor Thomas Holm. Een jaar later, op 26 oktober 2002 maakte hij in zijn eerste (twee) competitiedoelpunten, in de thuiswedstrijd tegen Excelsior die Heerenveen met 2-0 won. Väyrynen was toen al basisspeler en in zijn vierde seizoen bij Heerenveen speelde Väyrynen zich in de kijker van enkele topclubs. Op 3 juni 2005 werd zijn transfer naar PSV afgerond.
Na een blessure die hij opliep in de eerste competitiewedstrijd tegen Heracles Almelo tijdens seizoen 2005/06 die hem ruim vier maanden aan de kant hield maakte hij zijn rentree thuis tegen Willem II (4-1 winst). Väyrynen maakte de vierde goal. Hij kwam dat seizoen tot 11 competitiewedstrijden. Ook een jaar later lukte het Väyrynen niet om een basisplaats te veroveren en na dat seizoen 2006/07 was er sprake van een overgang naar het Engelse Derby County, maar een blessure voorkwam dat hij door de keuring heen kwam. Voor de winterstop kwam Väyrynen niet meer in actie voor PSV en wederom werd gespeculeerd over een vertrek. In het seizoen seizoen 2007-08 behaalde PSV wederom de titel, maar een groot aandeel in die titel had Väyrynen niet, daar hij slechts drie minuten meespeelde in de gehele competitie. Samen met 13 minuten in de UEFA-Cup bleef het aantal speelminuten van Väyrynen dus zeer beperkt en wordt Väyrynen in de zomerstop wederom aan verschillende clubs gelinkt. Bij de bekendmaking van de nieuwe rugnummers voor het seizoen 2008/09 werd bekend dat hij nummer 7 in had moeten ruilen voor nummer 30. Zijn oude nummer was nog door niemand overgenomen. Uiteindelijk verliet Väyrynen PSV in de zomer.
Op 31 augustus 2008, één dag voor het sluiten van de transfermarkt, werd bekendgemaakt dat Väyrynen terugkeert naar sc Heerenveen. Hier werd hij gehaald als vervanger van de op dezelfde dag vertrokken Michael Bradley, die het jaar er voor nog clubtopscorer was. Väyrynen tekende een contract voor drie jaar met een optie op een vierde seizoen. In het seizoen 2008-2009 won hij de KNVB beker.
Op 13 september 2011 ging hij aan de slag bij Leeds United. Na tien optredens werd zijn contract op 16 april 2012 ontbonden.
Op 2 juli 2012 werd bekend dat hij een contract voor één seizoen tekende bij het Finse HJK Helsinki. Een week later maakte hij in de kwalificatierondes voor de UEFA Champions League tegen KR Reykjavík zijn debuut. De wedstrijd werd met 7-0 gewonnen door Helsinki, mede door een gescoorde penalty van Väyrynen.
In februari van 2015 onderging Väyrynen tijdens de voorbereiding van Los Angeles Galaxy op het nieuwe seizoen een stage bij de club. Hij speelde in oefenwedstrijden tegen Hammarby en Shamrock Rovers, waartegen hij het enige doelpunt van de wedstrijd maakte. Op 6 maart 2015 tekende hij een contract bij de club. Zijn debuut maakte hij op 15 maart 2015 als invaller tegen Portland Timbers. Hij speelde in totaal 19 wedstrijden in de Major League Soccer. Ondertussen is Mika teruggekeerd naar Helsinki om bij de tweede club, HIFK, uit deze stad te gaan spelen.

## Clubstatistieken
| Seizoen | Club               | Competitie          | Wedstrijden | Doelpunten |
| ------- | ------------------ | ------------------- | ----------- | ---------- |
| 1999    | FC Lahti           | Veikkausliiga       | 15          | 1          |
| 2000    | FC Lahti           | Veikkausliiga       | 21          | 10         |
| 2001    | FC Jokerit         | Veikkausliiga       | 30          | 4          |
| 2001/02 | sc Heerenveen      | Eredivisie          | 18          | 0          |
| 2002/03 | sc Heerenveen      | Eredivisie          | 22          | 4          |
| 2003/04 | sc Heerenveen      | Eredivisie          | 32          | 5          |
| 2004/05 | sc Heerenveen      | Eredivisie          | 29          | 8          |
| 2005/06 | PSV                | Eredivisie          | 11          | 2          |
| 2006/07 | PSV                | Eredivisie          | 17          | 0          |
| 2007/08 | PSV                | Eredivisie          | 1           | 0          |
| 2008/09 | sc Heerenveen      | Eredivisie          | 17          | 1          |
| 2009/10 | sc Heerenveen      | Eredivisie          | 10          | 1          |
| 2010/11 | sc Heerenveen      | Eredivisie          | 30          | 8          |
| 2011/12 | Leeds United       | Championship        | 10          | 0          |
| 2011/12 | HJK Helsinki       | Veikkausliiga       | 12          | 3          |
| 2013    | HJK Helsinki       | Veikkausliiga       | 3           | 0          |
| 2014    | HJK Helsinki       | Veikkausliiga       | 25          | 2          |
| 2015    | Los Angeles Galaxy | Major League Soccer | 19          | 0          |
| 2016    | HIFK               | Veikkausliiga       | 14          | 0          |
| 2017    | HIFK               | Veikkausliiga       | 26          | 0          |

## Interlandcarrière
Voor het Finse nationale elftal speelde hij sinds 2002 in totaal 64 wedstrijden waarin hij vijf keer tot scoren kwam. Hij maakte zijn debuut op 20 maart 2002, tegen Zuid-Korea onder leiding van bondscoach Antti Muurinen. Hij moest in dat duel in de rust plaatsmaken voor Jarkko Wiss.
| Interlanddoelpunten | Interlanddoelpunten | Interlanddoelpunten | Interlanddoelpunten     | Interlanddoelpunten | Interlanddoelpunten | Interlanddoelpunten | Interlanddoelpunten |
| #                   | Datum               | Locatie             | Wedstrijd               | Goal(s)             | Score               | Uitslag             | Wedstrijd           |
| ------------------- | ------------------- | ------------------- | ----------------------- | ------------------- | ------------------- | ------------------- | ------------------- |
| 1                   | 16/08/2006          | Helsinki            | Finland – Noord-Ierland | 74'                 | 1 – 2               | 1 – 2               | Oefeninterland      |
| 2                   | 02/09/2006          | Bydgoszcz           | Polen – Finland         | 85'                 | 0 – 3               | 1 – 3               | EK-kwalificatie     |
| 3                   | 10/09/2008          | Helsinki            | Finland – Duitsland     | 43'                 | 2 – 1               | 3 – 3               | WK-kwalificatie     |
| 4                   | 03/03/2010          | Ta' Qali            | Malta – Finland         | 69'                 | 1 – 2               | 1 – 2               | Oefeninterland      |
| 5                   | 17/11/2010          | Helsinki            | Finland – San Marino    | 38'                 | 1 – 0               | 8 – 0               | EK-kwalificatie     |

## Erelijst
- Kampioen van Nederland: 2006, 2007, 2008
- KNVB beker: 2009
- ING Fair Play-prijs Eredivisie: 2011